# Crisalide (Vola)
«Crisalide (Vola)» (укр. «Лялечка (Лети)») — пісня санмаринської співачки Валентини Монетти, з якою вона представлятиме Сан-Марино на пісенному конкурсі Євробачення 2013 в Мальме. Пісня була виконана 16 травня в другому півфіналі, але до фіналу не пройшла.